# フェデリコ・カパッソ
フェデリコ・カパッソ（Federico Capasso, 1949年6月24日 - ）は、イタリア出身のアメリカ合衆国の物理学者。ハーバード大学教授（応用物理学）。主な業績は量子カスケードレーザーの開発。

## 経歴
ローマ生まれ。1973年にローマ・ラ・サピエンツァ大学で物理学のPh.D.を取得し、その後ローマのボルドーニ財団で光ファイバーの研究を行った後、1976 年に渡米しベル研究所に移籍した。2003年から現職。

## 主な受賞歴
- 1991年 - IEEEデイヴィッド・サーノフ賞
- 1994年 - ニューカム・クリーブランド賞
- 1997年 - ヴェルカー賞
- 2000年 - ウィリス・ラム賞
- 2001年 - R・W・ウッド賞
- 2004年 - アーサー・L・ショーロー賞
- 2004年 - エジソンメダル
- 2005年 - キング・ファイサル国際賞
- 2010年 - ユリウス・シュプリンガー応用物理学賞
- 2013年 - フンボルト賞
- 2013年 - 国際光工学会ゴールドメダル
- 2015年 - ランフォード賞
- 2016年 - バルザン賞
- 2019年 - マテウチ・メダル
- 2021年 - フレデリック・アイヴズメダル
- 2023年 - クラリベイト引用栄誉賞

## 参照
- the Capasso Group